# سلسلة سباعيات الرغبي العالمية
سلسلة سباعيات الرغبي العالمية هو سلسلة دولية سنوية للمنتخبات في رياضة سباعيات الرغبي ينظمها عالم الرجبي،أنطلق أول موسم للسلسلة في 1999-2000.